# Nati nel 1943/Gennaio
| Questa pagina contiene informazioni ricavate automaticamente dalle voci biografiche con l'ausilio del template Bio e di un bot. L'aggiornamento è periodico e automatico e ricostruisce completamente la pagina. Se manca una persona in questa lista, sei pregato di non aggiungerla, ma accertati piuttosto che la sua voce biografica contenga il template Bio e che i dati anagrafici siano correttamente compilati. Se il template Bio manca, inseriscilo tu stesso o, in alternativa, metti l'avviso {{tmp\|Bio}} che ne segnala la mancanza. Se i dati riportati sono sbagliati, correggi direttamente la voce biografica; le modifiche saranno visibili in questa lista entro pochi giorni. Per chiarimenti vedi il progetto biografie. La lista contiene solo le 253 persone che sono citate nell'enciclopedia e per le quali è stato implementato correttamente il template Bio. Pagina aggiornata al 26 lug 2025. |

- 1º gennaio - Antonello Aglioti, sceneggiatore e regista italiano († 2013)
- 1º gennaio - Makīs Alkiviadīs, ex calciatore cipriota
- 1º gennaio - Herbert Blöcker, cavaliere tedesco († 2014)
- 1º gennaio - Sharon Brown, modella statunitense
- 1º gennaio - Dick Danello, cantante, compositore e attore italiano
- 1º gennaio - Rini Dobber, nuotatrice olandese
- 1º gennaio - Kathleen Eagan, politica statunitense
- 1º gennaio - Erica Fischer, scrittrice austriaca
- 1º gennaio - Giorgio Gagliani, economista italiano († 2004)
- 1º gennaio - Renato Gavinelli, calciatore italiano († 2024)
- 1º gennaio - Stanley Kamel, attore statunitense († 2008)
- 1º gennaio - Tony Knowles, politico statunitense
- 1º gennaio - Mohamed Mahmoud Ould Louly, politico e militare mauritano († 2019)
- 1º gennaio - Jesús Manzaneque, ex ciclista su strada spagnolo
- 1º gennaio - Franco Morpurgo, attivista italiano († 2006)
- 1º gennaio - Don Novello, attore, doppiatore e sceneggiatore statunitense
- 1º gennaio - Ronald Perelman, imprenditore statunitense
- 1º gennaio - Richard Sennett, sociologo, critico letterario e scrittore statunitense
- 1º gennaio - Allan Starski, scenografo polacco
- 1º gennaio - Manuel Valerio, cestista peruviano
- 2 gennaio - Janet Akyüz Mattei, astronoma turca († 2004)
- 2 gennaio - Edward Kłosiński, direttore della fotografia polacco († 2008)
- 2 gennaio - Giuseppe Leanza, arcivescovo cattolico italiano
- 2 gennaio - Barış Manço, cantautore, musicista e produttore televisivo turco († 1999)
- 2 gennaio - Mirosława Mikulska, cestista polacca († 2024)
- 2 gennaio - Mario Pachi, attore italiano († 2001)
- 2 gennaio - Giulio Rosati, neurologo, epidemiologo e rugbista a 15 italiano († 2016)
- 2 gennaio - Lakīs Tsavas, ex cestista e allenatore di pallacanestro greco
- 3 gennaio - Ciriaco Benavente Mateos, vescovo cattolico spagnolo
- 3 gennaio - Joe Grima, ex calciatore maltese
- 3 gennaio - Brian Hopper, chitarrista, cantante e sassofonista inglese
- 3 gennaio - Gian Mario Maulo, politico italiano († 2014)
- 3 gennaio - Mouloud Hamrouche, politico algerino
- 3 gennaio - Vincenzo Musardo, artista, pittore e scultore italiano († 2021)
- 3 gennaio - Van Dyke Parks, compositore, arrangiatore e cantautore statunitense
- 3 gennaio - Michael Zager, compositore, arrangiatore e musicista statunitense
- 4 gennaio - Bobby Burnett, giocatore di football americano statunitense († 2016)
- 4 gennaio - Doris Kearns Goodwin, scrittrice, giornalista e storica statunitense
- 4 gennaio - Jean Kilbourne, ex modella, regista cinematografica e scrittrice statunitense
- 4 gennaio - Gennaro Lopez, politico italiano
- 4 gennaio - Giancarlo Rossi, fisico italiano († 2025)
- 4 gennaio - John Steen Olsen, ex calciatore danese
- 4 gennaio - Stefano Zamagni, economista italiano
- 5 gennaio - Enrico Albrigi, ex calciatore italiano
- 5 gennaio - John Brenneman, ex hockeista su ghiaccio canadese
- 5 gennaio - Augusto Chizzoli, fumettista italiano († 1994)
- 5 gennaio - Mario Fabbrocino, mafioso italiano († 2019)
- 5 gennaio - Luigi Ghirri, fotografo italiano († 1992)
- 5 gennaio - Murtaz Khurtsilava, allenatore di calcio e ex calciatore sovietico
- 5 gennaio - Billy McDerment, ex calciatore scozzese
- 5 gennaio - Ferenc Medvigy, calciatore sovietico († 1997)
- 5 gennaio - Peter Phan, teologo vietnamita
- 5 gennaio - Franco Piperno, attivista e saggista italiano († 2025)
- 5 gennaio - Ramón Sampedro, scrittore spagnolo († 1998)
- 5 gennaio - Carolyn Schuler, nuotatrice statunitense († 2024)
- 5 gennaio - Paulo Henrique Souza de Oliveira, ex calciatore brasiliano
- 6 gennaio - Barry Altschul, batterista statunitense
- 6 gennaio - Gunter van den Berg, cestista olandese († 2015)
- 6 gennaio - Bruno Campanella, direttore d'orchestra italiano
- 6 gennaio - Tina Femiano, attrice italiana
- 6 gennaio - Wilhelm Kuhweide, ex velista tedesco
- 6 gennaio - Paolo Pastorelli, politico italiano († 2013)
- 6 gennaio - Karl Pflock, saggista statunitense († 2006)
- 6 gennaio - Osvaldo Soriano, giornalista e scrittore argentino († 1997)
- 6 gennaio - Emanuele Taglietti, scenografo, illustratore e pittore italiano
- 6 gennaio - Terry Venables, calciatore e allenatore di calcio inglese († 2023)
- 6 gennaio - Luciano Virgilio, attore italiano
- 6 gennaio - David Zard, produttore discografico, produttore teatrale e impresario teatrale italiano († 2018)
- 7 gennaio - Giorgio Raimondo Cardona, glottologo, linguista e traduttore italiano († 1988)
- 7 gennaio - Luigi Di Bartolomeo, politico italiano († 2022)
- 7 gennaio - Leszek Nowak, filosofo polacco († 2009)
- 7 gennaio - Sadako Sasaki, giapponese († 1955)
- 8 gennaio - Alicia Brandet, attrice statunitense († 1984)
- 8 gennaio - Jacques Courtillat, ex schermidore francese
- 8 gennaio - Stefan Filipov, ex cestista bulgaro
- 8 gennaio - Lee Jackson, musicista, cantante e produttore discografico britannico
- 8 gennaio - Charles Murray, politologo statunitense
- 8 gennaio - Vittorangelo Orati, economista italiano († 2019)
- 8 gennaio - Stefano Pareti, politico italiano
- 8 gennaio - Piero Pintucci, compositore, direttore d'orchestra e pianista italiano
- 9 gennaio - Raffaella Curiel, stilista italiana
- 9 gennaio - Wolfgang Gayer, ex calciatore tedesco
- 9 gennaio - Ezio Robotti, politico italiano
- 9 gennaio - Kathryn Walker, attrice statunitense
- 9 gennaio - Scott Walker, cantautore e compositore statunitense († 2019)
- 9 gennaio - Jim Weatherwax, ex giocatore di football americano statunitense
- 10 gennaio - Jim Croce, cantautore statunitense († 1973)
- 10 gennaio - Richard Hamilton, matematico statunitense († 2024)
- 10 gennaio - Joseph Massino, mafioso statunitense († 2023)
- 10 gennaio - Giancarlo Pirandola, arbitro di calcio italiano († 2018)
- 11 gennaio - Jon Bakken, politico norvegese
- 11 gennaio - Jill Churchill, scrittrice statunitense († 2023)
- 11 gennaio - Jaime Delgado, ex calciatore ecuadoriano
- 11 gennaio - Stan Ivar, attore statunitense
- 11 gennaio - Roald Jensen, calciatore norvegese († 1987)
- 11 gennaio - Eduardo Mendoza, scrittore spagnolo
- 11 gennaio - Lucio Mujesan, allenatore di calcio e ex calciatore italiano
- 11 gennaio - Daniela Piegai, scrittrice, pittrice e giornalista italiana
- 11 gennaio - Umberto Strucchi, ex calciatore italiano
- 11 gennaio - Ryōsuke Takahashi, regista e sceneggiatore giapponese
- 11 gennaio - Roberto Zamarin, cestista e allenatore di pallacanestro italiano († 2018)
- 12 gennaio - Howard Cedar, biochimico statunitense
- 12 gennaio - Tucker Frederickson, ex giocatore di football americano statunitense
- 12 gennaio - Paolo Lombardo, allenatore di calcio e ex calciatore italiano
- 12 gennaio - Gyula Petrikovics, canoista ungherese († 2005)
- 12 gennaio - Yojiro Uetake, ex lottatore giapponese
- 13 gennaio - Willie Alexander, musicista statunitense
- 13 gennaio - Vittorio Carioli, calciatore italiano († 1991)
- 13 gennaio - Brian Clark, calciatore inglese († 2010)
- 13 gennaio - Anita Ekström, attrice svedese († 2022)
- 13 gennaio - Roy Ellam, ex calciatore inglese
- 13 gennaio - Franco Galletti, ex calciatore italiano
- 13 gennaio - Richard Moll, attore statunitense († 2023)
- 13 gennaio - Antonio Montagnino, politico italiano
- 13 gennaio - Arthur Stewart, allenatore di calcio e calciatore nordirlandese († 2018)
- 14 gennaio - Angelo Bagnasco, cardinale e arcivescovo cattolico italiano
- 14 gennaio - Giancarlo Consonni, poeta, urbanista e storico dell'architettura italiano
- 14 gennaio - Yūko Fujimoto, pallavolista giapponese
- 14 gennaio - Christian Gailly, scrittore francese († 2013)
- 14 gennaio - Mariss Jansons, direttore d'orchestra lettone († 2019)
- 14 gennaio - Shannon Lucid, ex astronauta e biochimica statunitense
- 14 gennaio - Oscar Bronner, giornalista, editore e pittore austriaco
- 14 gennaio - Ralph Steinman, biologo canadese († 2011)
- 14 gennaio - Holland Taylor, attrice statunitense
- 14 gennaio - Manfred Wolke, pugile tedesco († 2024)
- 15 gennaio - Guido Alborghetti, politico italiano
- 15 gennaio - Ashraf Aman, alpinista pakistano
- 15 gennaio - Adriano Amici, ex ciclista su strada e dirigente sportivo italiano
- 15 gennaio - Margaret Beckett, politica britannica
- 15 gennaio - Arnaldo César Coelho, ex arbitro di calcio brasiliano
- 15 gennaio - Kirin Kiki, attrice giapponese († 2018)
- 15 gennaio - Maria Grazia Lacedelli, giocatrice di curling italiana
- 15 gennaio - Jolanda Schir, ex sciatrice alpina italiana
- 15 gennaio - Victor Sogliani, musicista italiano († 1995)
- 16 gennaio - Gavin Bryars, compositore e contrabbassista inglese
- 16 gennaio - Frederick Coffin, attore statunitense († 2003)
- 16 gennaio - Giacomo Dalla Longa, politico italiano
- 16 gennaio - Brian Ferneyhough, compositore inglese
- 16 gennaio - Antonio Fonnesu, politico italiano
- 16 gennaio - Domenico Fontana, ex calciatore italiano
- 16 gennaio - Ronnie Milsap, cantante e pianista statunitense
- 16 gennaio - John Perry, filosofo statunitense
- 17 gennaio - Daniel Brandenstein, ex astronauta statunitense
- 17 gennaio - Nagwa Fouad, ballerina, attrice e produttrice cinematografica egiziana
- 17 gennaio - Claudio Generali, imprenditore svizzero († 2017)
- 17 gennaio - Hans Jürgen Krahl, filosofo e politico tedesco († 1970)
- 17 gennaio - Chris Montez, cantante statunitense
- 17 gennaio - Gabriella Pescucci, costumista italiana
- 17 gennaio - René Préval, agronomo e politico haitiano († 2017)
- 18 gennaio - Paul Angelis, attore e doppiatore britannico († 2009)
- 18 gennaio - Ovidio G. Assonitis, produttore cinematografico, regista e sceneggiatore greco
- 18 gennaio - Piero Bartoloni, archeologo italiano
- 18 gennaio - Vladimir Fedotov, allenatore di calcio e calciatore sovietico († 2009)
- 18 gennaio - Al Foster, batterista statunitense († 2025)
- 18 gennaio - Paul Freeman, attore britannico
- 18 gennaio - Sergio Genovesi, politico italiano
- 18 gennaio - Kay Granger, politica statunitense
- 18 gennaio - Dave Greenslade, tastierista e organista britannico
- 18 gennaio - Fernando Peres, calciatore portoghese († 2019)
- 19 gennaio - Jørn Bjerregaard, ex calciatore danese
- 19 gennaio - Larry Clark, fotografo e regista statunitense
- 19 gennaio - Margaret George, scrittrice statunitense
- 19 gennaio - Janis Joplin, cantautrice statunitense († 1970)
- 19 gennaio - Kim Seung-gyu, ex cestista sudcoreano
- 19 gennaio - Loredana Taccani, cantante italiana
- 19 gennaio - Margherita dei Paesi Bassi, principessa olandese
- 20 gennaio - Louis Cardiet, calciatore francese († 2020)
- 20 gennaio - Armando Guebuza, politico mozambicano
- 20 gennaio - Czesław Kwieciński, ex lottatore polacco
- 21 gennaio - Rosemary Butler, politica gallese
- 21 gennaio - Zdravko Hebel, pallanuotista jugoslavo († 2017)
- 21 gennaio - Arnar Jónsson, attore islandese
- 21 gennaio - Alfons Peeters, calciatore belga († 2015)
- 21 gennaio - Giuseppe Salvia, funzionario italiano († 1981)
- 21 gennaio - Dragomir Slišković, calciatore jugoslavo († 2009)
- 21 gennaio - Juan Bautista Urberuaga, ex cestista venezuelano
- 21 gennaio - Kenzō Yokoyama, allenatore di calcio e ex calciatore giapponese
- 22 gennaio - Tamás Cseh, cantautore e attore ungherese († 2009)
- 22 gennaio - Lung Fei, attore e artista marziale hongkonghese
- 22 gennaio - Mariangela Fissore, ex schermitrice italiana
- 22 gennaio - Wilhelm Genazino, giornalista e scrittore tedesco († 2018)
- 22 gennaio - Jean-Pierre Goisbault, ex cestista francese
- 22 gennaio - Preben Isaksson, pistard danese († 2008)
- 22 gennaio - Didier Malherbe, flautista, sassofonista e compositore francese
- 22 gennaio - Antonio Mereu, ex politico italiano
- 22 gennaio - Marília Pêra, attrice, cantante e danzatrice brasiliana († 2015)
- 22 gennaio - Jim Saxton, politico statunitense
- 22 gennaio - Jurij Selichov, ex cestista e allenatore di pallacanestro sovietico
- 22 gennaio - Antonio Sicari, presbitero e teologo italiano
- 22 gennaio - Roberta Tatafiore, attivista e scrittrice italiana († 2009)
- 23 gennaio - Gary Burton, vibrafonista statunitense
- 23 gennaio - Gil Gerard, attore statunitense
- 23 gennaio - Hans Rebele, calciatore tedesco († 2023)
- 23 gennaio - Miguel Ángel Revilla, politico spagnolo
- 24 gennaio - Dominique Bucchini, politico francese
- 24 gennaio - Paolo De Stefano, mafioso italiano († 1985)
- 24 gennaio - Rossana Ghessa, attrice italiana
- 24 gennaio - Ernie Hannigan, calciatore scozzese († 2015)
- 24 gennaio - Ödön Lendvay, cestista ungherese († 1990)
- 24 gennaio - Luigi Patruno, ex pugile italiano
- 24 gennaio - Vladimir Polikarpov, calciatore sovietico († 1994)
- 24 gennaio - Sharon Tate, attrice e modella statunitense († 1969)
- 24 gennaio - Tony Trimmer, ex pilota automobilistico britannico
- 24 gennaio - Manuel Velázquez, calciatore spagnolo († 2016)
- 25 gennaio - Leny Andrade, cantante e musicista brasiliana († 2023)
- 25 gennaio - Roy Black, cantante e attore tedesco († 1991)
- 25 gennaio - Ian Collier, attore britannico († 2008)
- 25 gennaio - Giovanni Copertino, politico italiano
- 25 gennaio - Tobe Hooper, regista e sceneggiatore statunitense († 2017)
- 25 gennaio - John Paiva, chitarrista e musicista statunitense
- 25 gennaio - Richard Pearce, regista, sceneggiatore e produttore televisivo statunitense
- 25 gennaio - Ambrogio Portalupi, ciclista su strada italiano († 1987)
- 25 gennaio - Pavel Roman, danzatore su ghiaccio cecoslovacco († 1972)
- 26 gennaio - Thom Bell, cantautore e produttore discografico statunitense († 2022)
- 26 gennaio - Colette Descombes, attrice francese
- 26 gennaio - Susan Griffin, saggista, poeta e drammaturga statunitense
- 26 gennaio - Soad Hosny, attrice e cantante egiziana († 2001)
- 26 gennaio - Wolfgang Müller, atleta tedesco
- 26 gennaio - Annamaria Palermo, sinologa italiana († 2017)
- 26 gennaio - Luiz Carlos Prates, giornalista, conduttore televisivo e conduttore radiofonico brasiliano
- 26 gennaio - Bernard Tapie, imprenditore, politico e attore francese († 2021)
- 27 gennaio - Fric Detiček, ex sciatore alpino sloveno
- 27 gennaio - Farouq Diouri, ex cestista marocchino
- 27 gennaio - Sue Longhurst, attrice britannica
- 27 gennaio - John Mica, politico statunitense
- 27 gennaio - Mike Stringfellow, ex calciatore inglese
- 28 gennaio - John Beck, attore statunitense
- 28 gennaio - Fabio Buzzi, imprenditore, ingegnere e pilota motonautico italiano († 2019)
- 28 gennaio - Jim Caldwell, cestista statunitense († 2023)
- 28 gennaio - Paul Henderson, ex hockeista su ghiaccio canadese
- 28 gennaio - Kim Jung-nam, allenatore di calcio e ex calciatore sudcoreano
- 28 gennaio - Malvina Major, soprano neozelandese
- 28 gennaio - Marcella Michelangeli, attrice e cantante italiana
- 28 gennaio - Marcello Pera, politico e filosofo italiano
- 28 gennaio - Antonio Soda, magistrato e politico italiano († 2014)
- 28 gennaio - Dick Taylor, cantante, chitarrista e polistrumentista britannico
- 29 gennaio - Roy Cizek, inventore statunitense († 1993)
- 29 gennaio - Claes Fellbom, regista, sceneggiatore e compositore svedese († 2024)
- 29 gennaio - Désiré Letort, ciclista su strada francese († 2012)
- 29 gennaio - Bernard Magnin, cestista francese († 2021)
- 29 gennaio - Robert Random, attore canadese
- 29 gennaio - Rodney Rude, cantante australiano
- 29 gennaio - Aldo Stella, ex fondista e scialpinista italiano
- 30 gennaio - Leonardo Chiariglione, ingegnere italiano
- 30 gennaio - Wilma Roy, cantante italiana († 2014)
- 30 gennaio - Gregory Rozakis, attore statunitense († 1989)
- 30 gennaio - Giuseppe Specchia, politico italiano († 2020)
- 31 gennaio - Luigi Borghetti, ex pistard e ciclista su strada italiano
- 31 gennaio - Peter McRobbie, attore scozzese
- 31 gennaio - Miro, cantautore italiano
- 31 gennaio - Héctor Ramírez, ex ginnasta cubano
- 31 gennaio - Špela Rozin, attrice e personaggio televisivo slovena
- 31 gennaio - Joan Spillane, ex nuotatrice statunitense